# Maria Gudme
Maria Gudme (født 14. marts 1989 i Nyborg) er en dansk socialdemokratisk politiker. Hun er regionsmedlem i Region Hovedstaden og siden 9. maj 2022 medlem af Folketinget. Derudover er hun kendt for sin deltagelse i MeToo-debatten.
Gudme tog højere handelseksamen (hhx) fra Niels Brock 2005-2008 og derefter en bachelorgrad i dansk fra Københavns Universitet 2008-2013.
Gudme har været regionsrådmedlem i Region Hovedstaden siden 2018. Hun var folketingskandidat i Nordsjællands Storkreds i 2019 og indtrådte i Folketinget den 9. maj 2022 som stedfortræder for Nick Hækkerup, der forlod dansk politik 1. maj 2022.
Hun var medstifter af bevægelsen #enblandtos, som i 2020 indsamlede vidneberetninger om sexisme i dansk politik. Hun og de andre initiativtagere, Camilla Søe, Freja Fokdal og Sigrid Friis, modtog sidenhen Mathildeprisen af Dansk Kvindesamfund samt Nina Bang-Prisen.